# 홋카이도도 제280호선
280번 홋카이도도(일본어: 北海道道280号妹背牛停車場線→홋카이도도 280호 모세우시 정차장선)는 홋카이도 우류군 모세우시정에 있는 모세우시역에서 47번, 94번 홋카이도도와 교차하는 교차로까지 이어지는 일본의 도도(都道) 노선이다.